# Franco von Köln
Franco von Köln, von Jakobus von Lüttich auch Franco Teutonicus genannt, war ein bedeutender Musiktheoretiker und lebte Ende des 13. Jahrhunderts. Sein wichtigstes Werk ist der zwischen 1260 und 1280 verfasste Traktat Ars cantus mensurabilis („Lehre des mensurierten Gesangs“ in der so genannten Ars antiqua), der die Mensuralnotation lehrt.
Über sein Leben ist nur wenig bekannt, jedoch enthalten zwei der acht erhaltenen Manuskripte seines Traktats biographische Informationen. So wird der Verfasser in einem Fall Magister Franco von Paris genannt. In einem anderen Fall wird er als Geistlicher und Präzeptor des Johanniterordens in Köln bezeichnet. Diese Angaben sind jedoch nicht nachprüfbar. Jedenfalls hätten ihm diese Titel sowohl in Universitäts- als auch in Kirchenkreisen ein hohes Ansehen verschafft.
Jakobus von Lüttich bezeichnet ihn auch als Komponisten; gleichwohl sind keine Kompositionen von Franco überliefert.